# Ibrahima Koné (futbolista nacido en 1999)
Ibrahima Koné (Bamako, 16 de junio de 1999) es un futbolista maliense que juega en la demarcación de delantero para la U. D. Almería de la Segunda División de España.

## Selección nacional
Tras jugar con la selección de fútbol sub-20 de Malí y la sub-23, hizo su debut con la selección absoluta el 22 de julio de 2017 en un partido de clasificación para el Campeonato Africano de Naciones de 2018 contra Gambia que finalizó con un resultado de 4-0 a favor del combinado maliense tras el gol de Gouné Niangadou y un triplete del propio Koné. Además disputó la Copa Africana de Naciones 2021.

### Participaciones en la Copa Africana de Naciones
| Copa Africana de Naciones      | Sede    | Resultado        | Partidos | Goles |
| ------------------------------ | ------- | ---------------- | -------- | ----- |
| Copa Africana de Naciones 2021 | Camerún | Octavos de final | 4        | 3     |

### Goles internacionales
| #  | Fecha                    | Estadio                                                           | Oponente      | Gol | Resultado | Competición                                                   |
| -- | ------------------------ | ----------------------------------------------------------------- | ------------- | --- | --------- | ------------------------------------------------------------- |
| 1  | 22 de julio de 2017      | Stade Modibo Kéïta, Bamako, Malí                                  | Gambia        | 1–0 | 4-0       | Clasificación para el Campeonato Africano de Naciones de 2018 |
| 2  | 22 de julio de 2017      | Stade Modibo Kéïta, Bamako, Malí                                  | Gambia        | 2–0 | 4-0       | Clasificación para el Campeonato Africano de Naciones de 2018 |
| 3  | 22 de julio de 2017      | Stade Modibo Kéïta, Bamako, Malí                                  | Gambia        | 3–0 | 4-0       | Clasificación para el Campeonato Africano de Naciones de 2018 |
| 4  | 7 de octubre de 2021     | Estadio de Agadir, Agadir, Marruecos                              | Kenia         | 2–0 | 5-0       | Clasificación para la Copa Mundial de Fútbol de 2022          |
| 5  | 7 de octubre de 2021     | Estadio de Agadir, Agadir, Marruecos                              | Kenia         | 3–0 | 5-0       | Clasificación para la Copa Mundial de Fútbol de 2022          |
| 6  | 7 de octubre de 2021     | Estadio de Agadir, Agadir, Marruecos                              | Kenia         | 4–0 | 5-0       | Clasificación para la Copa Mundial de Fútbol de 2022          |
| 7  | 10 de octubre de 2021    | Estadio Nacional Nyayo, Nairobi, Kenia                            | Kenia         | 0-1 | 0-1       | Clasificación para la Copa Mundial de Fútbol de 2022          |
| 8  | 11 de noviembre de 2021  | Estadio Regional Nyamirambo, Kigali, Ruanda                       | Ruanda        | 0-2 | 0-3       | Clasificación para la Copa Mundial de Fútbol de 2022          |
| 9  | 12 de enero de 2022      | Estadio de Limbé, Limbe, Camerún                                  | Túnez         | 0-1 | 0-1       | Copa Africana de Naciones 2021                                |
| 10 | 16 de enero de 2022      | Estadio de Limbé, Limbe, Camerún                                  | Gambia        | 0-1 | 1-1       | Copa Africana de Naciones 2021                                |
| 11 | 20 de enero de 2022      | Estadio Japoma, Duala, Camerún                                    | Mauritania    | 2-0 | 2-0       | Copa Africana de Naciones 2021                                |
| 12 | 18 de junio de 2023      | Estadio Alphonse Massemba-Débat, Brazzaville, República del Congo | Congo         | 0-1 | 0-2       | Clasificación para la Copa Africana de Naciones de 2023       |
| 13 | 12 de septiembre de 2023 | Estadio del 26 de Marzo, Bamako, Malí                             | Sudán del Sur | 1-0 | 4-0       | Clasificación para la Copa Africana de Naciones de 2023       |

## Estadísticas

### Clubes
| Club                     | País           | Año       | Partidos | Goles |
| ------------------------ | -------------- | --------- | -------- | ----- |
| FK Haugesund             | Noruega        | 2018-2019 | 54       | 8     |
| Adana Demirspor (cedido) | Turquía        | 2020      | 5        | 0     |
| FK Haugesund             | Noruega        | 2020      | 10       | 2     |
| Sarpsborg 08 FF          | Noruega        | 2021-2022 | 30       | 11    |
| F. C. Lorient            | Francia        | 2022-2023 | 57       | 14    |
| U. D. Almería            | España         | 2023-2024 | 9        | 0     |
| Al-Okhdood Club (cedido) | Arabia Saudita | 2024-2025 | 15       | 3     |
| U. D. Almería            | España         | 2025-     |          |       |

### Selección nacional
Actualizado al último partido jugado el 9 de junio de 2022.
| Selección     | Año   | Eliminatorias | Eliminatorias | Continental(1) | Continental(1) | Mundial(2) | Mundial(2) | Amistosos | Amistosos | Total | Total | Media goleadora |
| Selección     | Año   | Part.         | Goles         | Part.          | Goles          | Part.      | Goles      | Part.     | Goles     | Part. | Goles | Media goleadora |
| ------------- | ----- | ------------- | ------------- | -------------- | -------------- | ---------- | ---------- | --------- | --------- | ----- | ----- | --------------- |
| Absoluta Mali |       |               |               |                |                |            |            |           |           |       |       |                 |
| 2017          | 1     | 3             | 0             | 0              | —              | —          | 0          | 0         | 1         | 3     | 3,00  |                 |
| 2021          | 5     | 5             | 0             | 0              | —              | —          | 1          | 0         | 5         | 5     | 1,00  |                 |
| 2022          | 4     | 0             | 4             | 3              | —              | —          | —          | —         | 8         | 3     | 0,38  |                 |
| Total         | 10    | 8             | 4             | 3              | 0              | 0          | 1          | 0         | 14        | 11    | 0,79  |                 |
| Total         | Total | 10            | 8             | 4              | 3              | 0          | 0          | 1         | 0         | 14    | 11    | 0,79            |